# 희비극

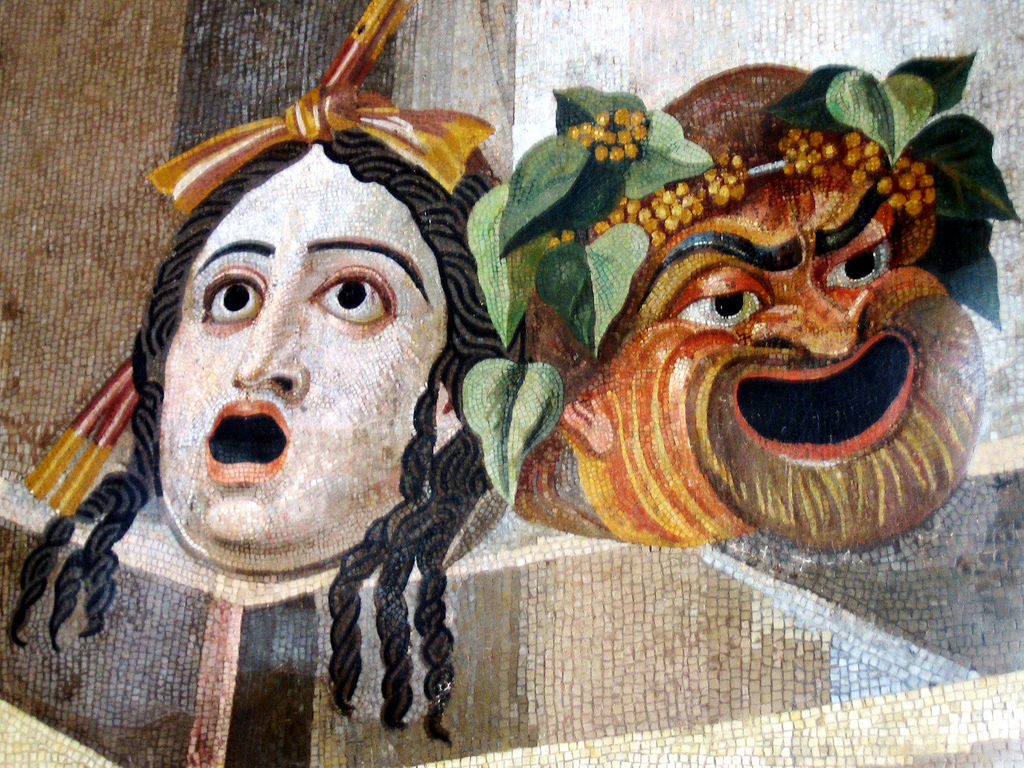

희비극(喜悲劇, tragicomedy)은 비극과 희극을 융합시킨 작품을 가리키는 말이다. 셰익스피어의 시대부터 19세기에 걸친 영문학은 해피 엔딩을 수반한 비극을 의미했다.

## 같이 보기
- 코미디 드라마